# Budd Boetticher
Oscar (Budd) Boetticher jr. (Chicago, 29 juli 1916 – Ramona, 29 november 2001) was een Amerikaans filmregisseur die vooral bekend is geworden met zijn westerns aan het eind van de jaren 50, waarin de acteur Randolph Scott vaak de hoofdrol speelde.

## Loopbaan
De films van Boetticher spelen zich af in rotsachtige gebieden rondom het Californische Lone Pine, waar de filmheld vergelding zoekt voor onrecht hem of anderen aangedaan, met een woest en onherbergzaam landschap als achtergrond. Door de sobere regie, dramatische inhoud en prachtige natuuropnames worden de films van Boetticher gerekend tot de beste Westerns in het genre. Zijn bekendste films zijn Decision at Sundown (1957), The Tall T (1957), Buchanan Rides Alone (1958), Ride Lonesome (1959) en Comanche Station (1960).
De grote passie in het leven van Boetticher was het stierengevecht. Hij volgde zelfs een opleiding tot stierenvechter in Mexico in de jaren 30. Dit trok de belangstelling van filmers in Hollywood, waar hij als expert werd ingehuurd bij de filmproductie Blood and Sand (1940) van Rouben Mamoulian. Later schreef en regisseerde hij ook een eigen film Bullfighter and the Lady met Robert Stack in een hoofdrol, die was geïnspireerd door Boettichers eigen ervaringen in Mexico. Daarnaast was hij in de jaren 50 betrokken bij de regie van meerdere goedkope misdaadfims en thrillers.

## Filmografie
- 1944: One Mysterious Night
- 1944: The Missing Juror
- 1945: Youth on Trial
- 1945: A Guy, a Gal and a Pal
- 1945: Escape in the Fog
- 1948: Assigned to Danger
- 1948: Behind Locked Doors
- 1949: The Wolf Hunters
- 1950: Killer Shark
- 1951: Bullfighter and the Lady
- 1952: The Cimarron Kid
- 1945: Bronco Buster
- 1952: Red Ball Express
- 1952: Horizons West
- 1953: City Beneath the Sea
- 1953: Seminole
- 1953: The Man from the Alamo
- 1953: Wings of the Hawk
- 1953: East of Sumatra
- 1955: The Magnificent Matador
- 1956: The Killer Is Loose
- 1956: Seven Men from Now
- 1957: The Tall T
- 1957: Decision at Sundown
- 1958: Buchanan Rides Alone
- 1959: Westbound
- 1959: Ride Lonesome
- 1960: The Rise and Fall of Legs Diamond
- 1960: Comanche Station
- 1969: A Time for Dying